# Curia Vista
Curia Vista ist die Geschäftsdatenbank des Schweizer Parlaments, in der alle im Parlament hängigen Beratungsgeschäfte seit der Wintersession 1995 erfasst sind. Sie enthält namentlich Angaben zu den Botschaften und Berichten des Bundesrates, Vorstösse von Parlamentariern im Volltext und Hinweise auf Wahlen von Mitgliedern des Bundesrates und der Bundesgerichte sowie Petitionen.
Zu den Geschäften, welche im Parlament erörtert wurden, steht jeweils auch das vollständige Wortprotokoll zur Verfügung (Amtliches Bulletin), welches auch die Resultate von allfälligen Abstimmungen enthält.
Nachweise zu den zwischen 1970 und 1995 eingereichten Botschaften und Parlamentarischen Initiativen wurden aus der Übersicht über die Verhandlungen der Bundesversammlung nachgeführt. Ab 1983 sind auch Vorstösse nachgewiesen.
Mittels einer Geschäftsnummer können die Dateien in der Datenbank ausfindig gemachten werden. Die Datenbank kann online im vollen Wortlaut durchsucht und gelesen werden.